# Nemeura tipularia
Nemeura tipularia is een insect uit de familie van de Nemopteridae, die tot de orde netvleugeligen (Neuroptera) behoort. 
Nemeura tipularia is voor het eerst wetenschappelijk beschreven door Westwood in 1874.